# Amíg tart
Amíg tart (węg. Dopóki trwa) – drugi album węgierskiej grupy muzycznej Depresszió.

## Lista utworów
1. "Hagyjatok bízni!"
2. "Lásd (Amit neked szántak)"
3. "Utazó"
4. "Ha mennem kellz"
5. "Adj még (Édes álmokat!)"
6. "Amíg tart..."
7. "Itt az én idôm"
8. "Nincs vége"
9. "Harcot vívnék?"
10. "Mindig mindent"

### Bonus
11. "Örökké"

   12. "Nem vagyok egyedül"